# مورازون
مورازون (انگلیسی: Morazone) (Novartrina، Orsimon، Rosimon-Neu، Tarcuzate) یک داروی ضدالتهابی غیراستروئیدی (NSAID) است که در ابتدا توسط شرکت داروسازی آلمانی Ravensberg در دهه ۱۹۵۰ میلادی ساخته شد و به عنوان مسکن و ضد درد به کار می‌رود. این دارو فنمترازین را به عنوان متابولیت اصلی تولید می‌کند و گزارش شده است که در گذشته به عنوان داروی تفریحی مورد سوءمصرف قرار می‌گرفته است.